# فوكايا (سايتاما)
مدينة فوكايا (بالإنجليزية: Fukaya)‏ هي أحد المدن التابعة لمحافظة سايتاما. تأسست رسميًا في 01/01/2006. ويقدر عدد سكانها بـ 146128 نسمة حسب تقدير مكتب الإحصاء الياباني لعام 2012. تبلغ مساحة فوكايا 137.58 كم2. بكثافة سكانية تبلغ 1062 نسمة/كم2.

## توأمة
لفوكايا (سايتاما) اتفاقيات توأمة مع:
- فريمونت

## أعلام
- هيديتو سايتو
- كيسوكي فوغيوارا